# Битракова къща
Битраковата къща e архитектурна постройка в центъра на София, България, обявена за паметник на културата в 1976 година.

## Местоположение
Къщата е разположена на улица „Пиротска“, на ъгъла с булевард „Стефан Стамболов“ (към датата на построяване „Драгоман“).

## История
Къщата е проектирана от архитект Е. Малодонов в 1911 година за доходна сграда. Собственост е на братята Иван, Евтим и Методи Битракови. На 21 май 1976 година с писмо № 1787 сградата е обявена за архитектурно-строителна недвижима културна ценност.

## Архитектура
Сградата е с ъглово разположение в парцела и оформя силуета на застрояването по „Пиротска“ и „Стефан Стамболов“. Има три части със самостоятелни входове. Триетажна е, като приземният етаж е с магазини, а двата горни са жилищни. Плановата схема е коридорна, а конструктивната система е смесена. Архитектурата е в духа на неокласицизма – сградата има вертикално разчленение от пиластри, рустициран партер, ажурни парапети по балкони и декоративно обрамчване около прозорците.